# Леканоромицетовые
Леканоромицетовые (лат. Lecanoromycetidae) — подкласс аскомицетовых грибов класса Леканоромицеты (Lecanoromycetes). 

## Классификация
Подкласс подразделяется на следующие порадки:
- Caliciales Bessey, 1907 — Калициевые
- Lecanorales Nannf., 1932 — Леканоровые
- Lecideales Vain., 1934 — Лецидеевые
- Leprocaulales Lendemer et B. P. Hodk., 2013 — Лепрокаулоновые
- Peltigerales Walt. Watson, 1929 — Пельтигеровые
- Rhizocarpales Miądl. et Lutzoni ex Miądl. et Lutzoni, 2017 — Ризокарповые
- Sporastatiales Lumbsch et Leavitt., 2018
- Teloschistales D. Hawksw. et O.E. Erikss., 1986 — Телосхистовые